# Investidura do Príncipe de Gales

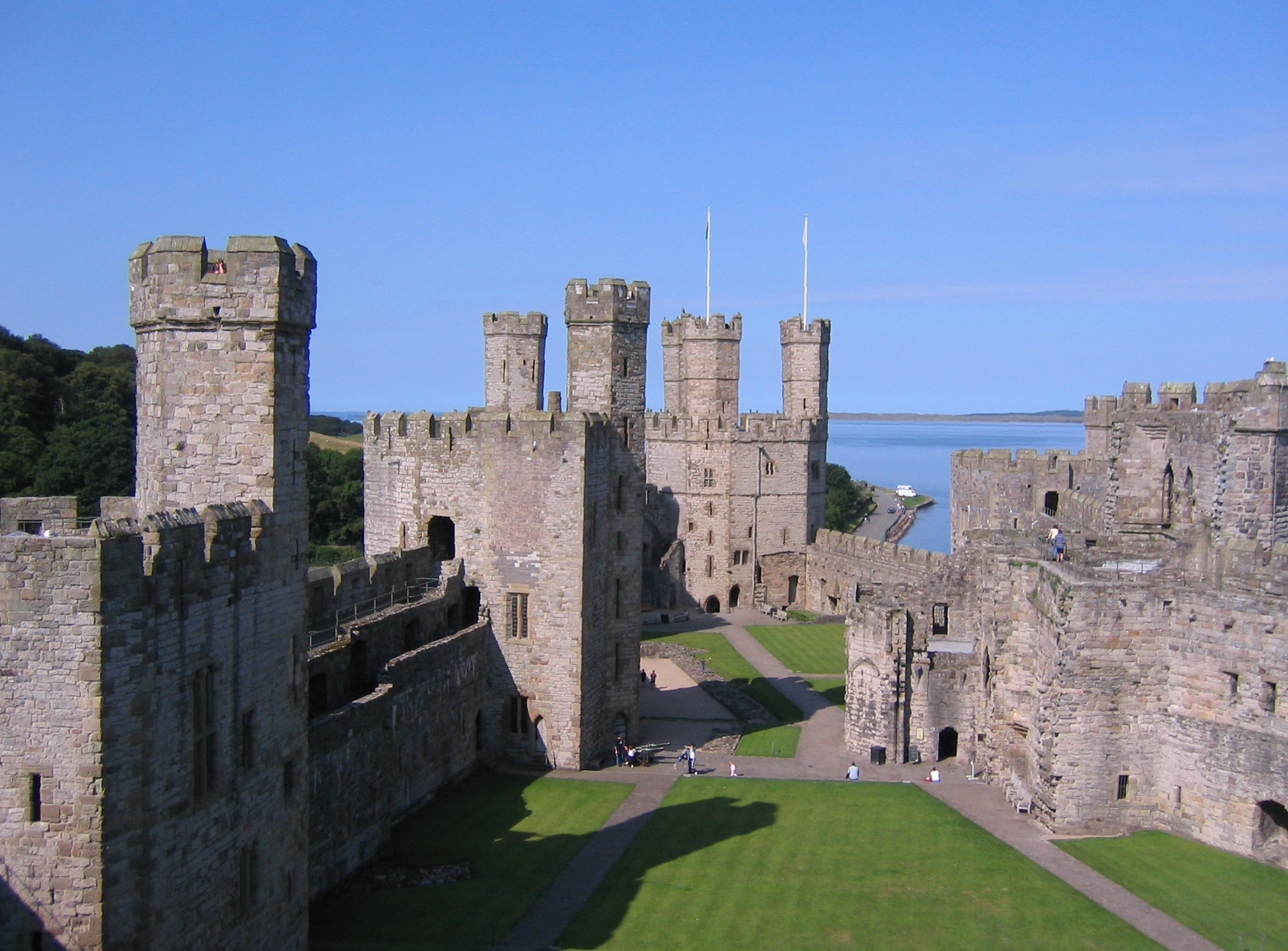
O Castelo de Caernarfon, no País de Gales, é na maioria das vezes a sede da investidura.

A Investidura do Príncipe de Gales é uma cerimônia formal da investidura do herdeiro do trono britânico com o título de Príncipe de Gales. A cerimônia vêm sido mantida há séculos como uma tradição dos monarcas britânicos desde 1301, quando o título de Príncipe de Gales passou a distinguir os herdeiros do Reino Unido. A cerimônia tem lugar no Castelo de Caernarfon, em Gales. 

## História
A tradição de investir o herdeiro do monarca da Grã-Bretanha com o título de "Príncipe de Gales" começou em 1301, quando o Rei Eduardo I de Inglaterra, tendo concluído a conquista do País de Gales, deu o título para o seu herdeiro, Príncipe Eduardo (mais tarde rei Eduardo II da Inglaterra).

## Cerimônia
Príncipes de Gales podem ser investidos, mas investidura não é necessário ser criado novamente o Principado de Gales. Outros títulos de nobreza também foram investidos, mas investitures por partes cessaram em 1621, durante uma época em que foram sendo criados titulos tão freqüentemente que a investidura cerimonial se tornou complexa. A maioria investitures para Príncipes de Gales foram realizadas em frente do Parlamento, mas, em 1911, o futuro Eduardo VIII foi investido no Castelo de Caernarfon no País de Gales. O Rei Carlos III também foi investido Príncipe de Gales ali, em 1969. 

## Honrarias

Emblema do Príncipe de Gales

Durante a leitura das cartas patentes a criação do Príncipe, as honras do Principado de Gales são entregues ao príncipe. A grinalda do herdeiro aparente cruzamentos alternados com quatro flores-de-lis, encimado por um único arco (o Soberano do coroas é do mesmo modelo, mas usam dois arcos). Uma haste ouro também é utilizada na insígnia; varas de ouro foi formalmente utilizado na investidura de duques, mas sobreviver agora nas investiduras dos Príncipes de Gales apenas. Também parte da insígnia é um anel, uma cintura, uma espada e um roupão.

## Investidura do Príncipe de Gales
O Príncipe de Gales, o Príncipe Carlos foi investido como tal em 1 de Julho de 1969, onde ele foi coroado por sua mãe a Rainha Elizabeth II em uma cerimônia realizada no Castelo de Caernarfon, na cidade de Caernarfon, no País de Gales; lá
esatavam presentes sua irmã Ana, Princesa Real, o seu Pai Filipe, Duque de Edimburgo, a sua avó Rainha Mãe, sua tia Princesa Margarida e seu consorte Antony, o Conde de Snowdon, entre outros membros da realeza européia.

### Usurpação da coroa principesca
Quando o ex-rei Príncipe Eduardo entrou em exílio, como o Duque de Windsor, em 1936, ele levou com ele a Coroa de Jorge, Príncipe de Gales, uma atitude altamente ilegal. Esta coroa era desde 1902, utilizada por sucessivos Príncipes de Gales em suas investiduras, incluindo a sua própria investidura de 1911. 
A coroa de 1911, como parte das jóias da Coroa britânica foi protegida sob a lei britânica, que proíbe a retirada de jóias da Coroa Britânica do Reino Unido, sob quaisquer circunstâncias. Mesmo aparentemente legítima usa as jóias da Coroa fora do Reino Unido foram impedidos por causa desta lei. Por exemplo, uma nova coroa - coroa imperial da Índia - tiveram de ser fabricadas para o rei Jorge V para usar como Imperador da Índia no Delhi Durbar porque a Coroa Imperial, que ele poderia ter usado, normalmente, não pôde ser removido do Reino Unido. 
No entanto, foi considerado impraticável para cobrar o ex-rei com efeito de roubar parte das jóias da coroa. A coroa só retornou à Grã-Bretanha após a sua morte em 1972, e agora faz parte dos acervos do Principado de Gales, onde está agora em exposição na Casa das Joias na Torre de Londres.
A coroa tradicional é indisponível, e como a Coroa mais velha de Frederico, Príncipe de Gales, sendo vista inutilizável devido à idade, a única opção foi à criação de uma nova coroa de Gales a ser utilizada para a investidura do atual herdeiro aparente ao trono como príncipe de Gales. O Príncipe Carlos tinha sido realmente proclamado Príncipe de Gales em 1958, quando ele tinha 9 anos, mas a cerimônia de investidura formal não foi realizada até que ele foi um par de curtos meses de seu aniversário de 21 anos.

### Desenho
A nova coroa principesca seguia o regulamento estabelecido pelo rei Carlos II em ter apenas dois arcos de meia, em vez de quatro arcos tradicionais da coroa britânica. No centro do arco de um único mundo é unido, mais que uma cruz permanece. Dentro do quadro, que é feito de ouro, é um gorro de veludo forrado com pele de arminho. 
O quadro em si, embora baseado no desenho tradicional, tem um aspecto futurista que foi popular na década de 1960 do projeto. Foi produzido por uma comissão sob Antony Armstrong-Jones, 1° Conde de Snowdon, então marido da Princesa Margaret, 1ª Condessa de Snowdon. Lord Snowdon revelou mais tarde que alguns métodos não-tradicionais foram usados no projeto, com o tamanho do globo de ouro nos arcos com base no tamanho de um golfball.